# Lavesbrücke im Welfengarten

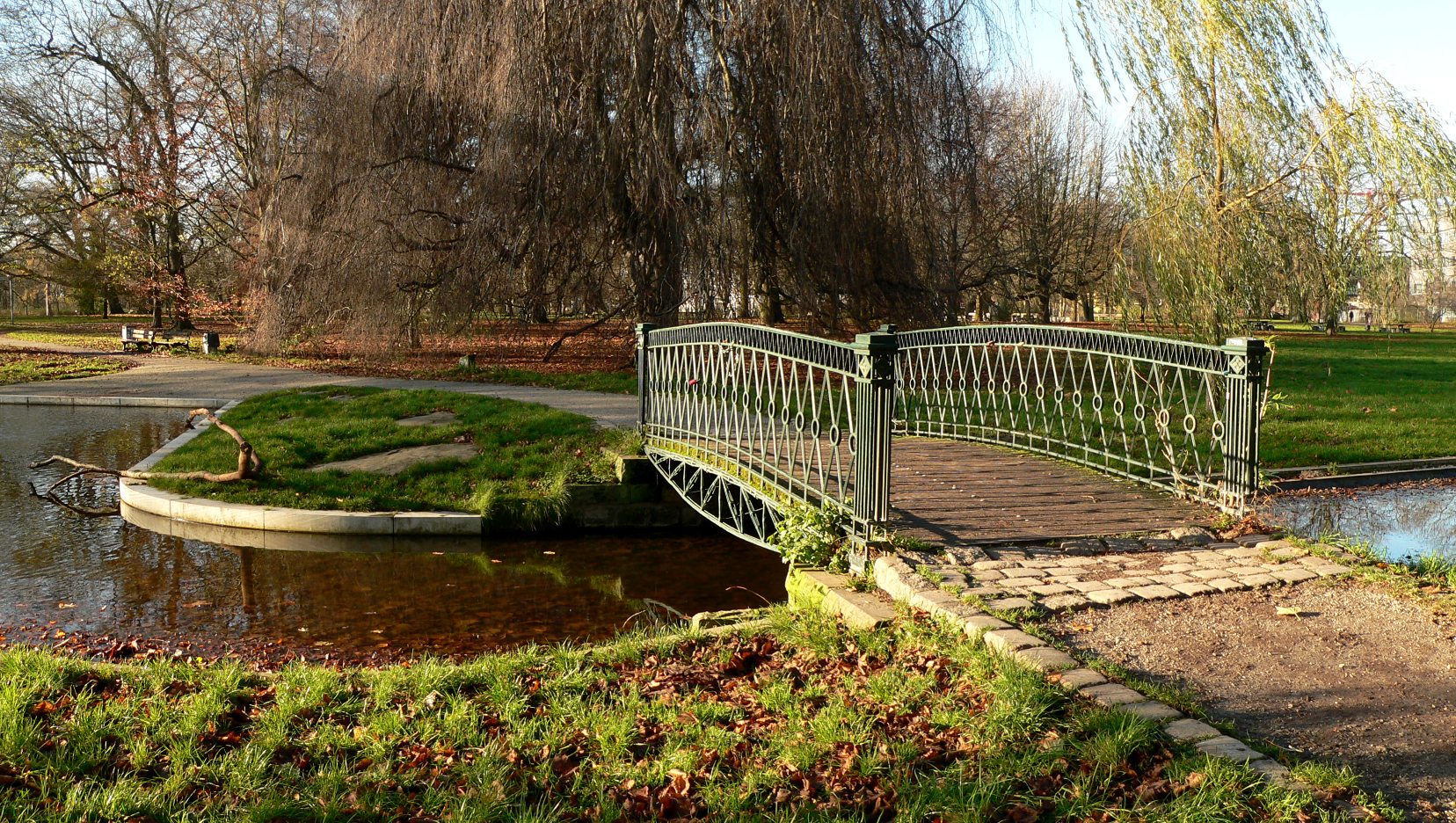
Lavesbrücke mit Linsenträger im Welfengarten

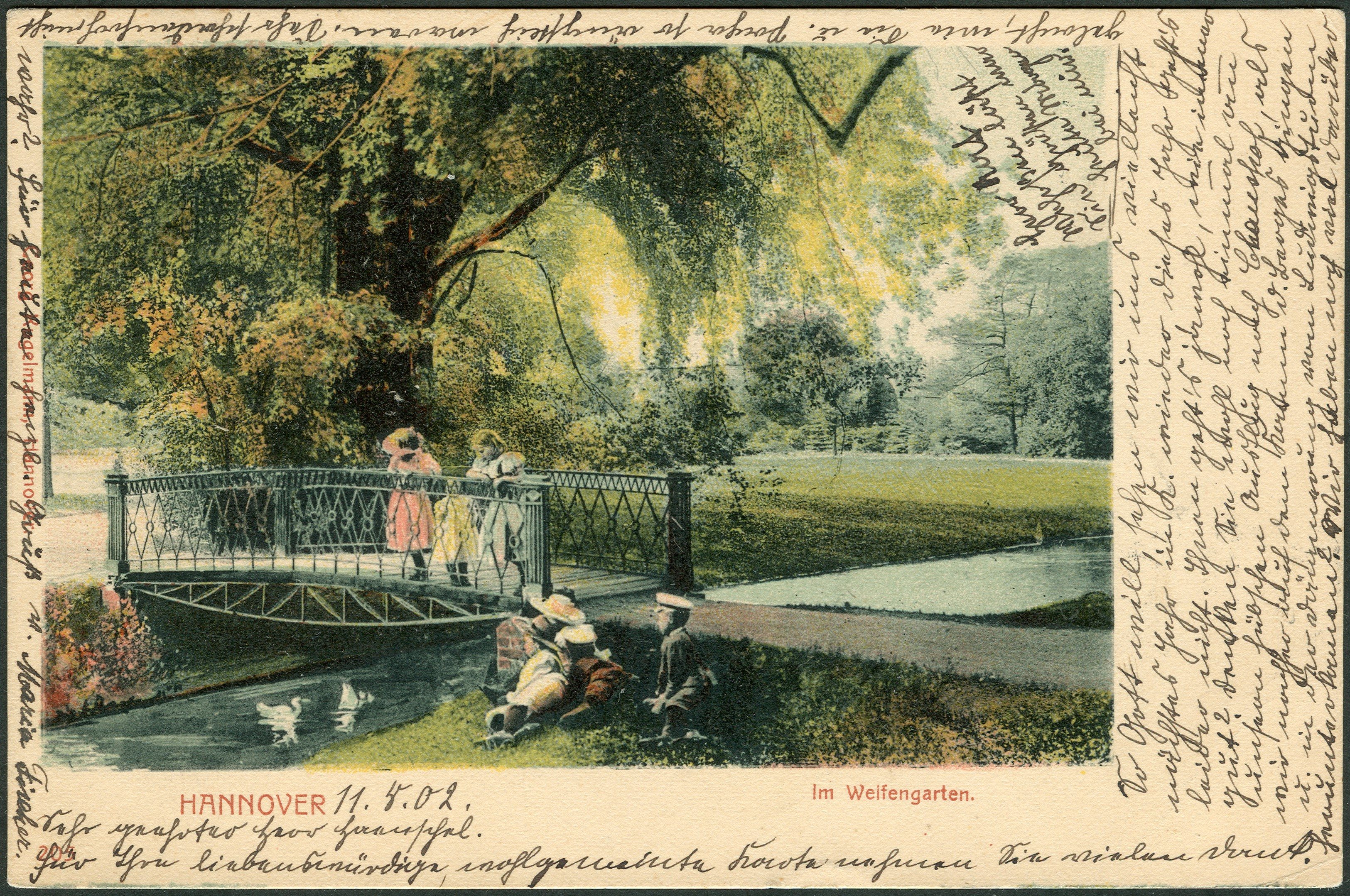
Kolorierte Ansichtskarte, um 1900;
Nummer 205, Verlag von Georg Kugelmann

Die Lavesbrücke im Welfengarten in Hannover ist eine von ursprünglich zwei Fußgängerbrücken im Welfengarten in der Nordstadt. Die Brücken wurden 1843–46 unter Beteiligung des führenden Architekten des Königreichs Hannover – Georg Ludwig Friedrich Laves – zur Querung der ehemaligen Graft konstruiert. Die Brücke entstand noch während der Existenz von Schloss Montbrillant, dem Vorgänger des Welfenschlosses.
Die Fußgängerbrücke wird vom „Lavesbalken“ gestützt, einem Linsenträger, dessen praktische Nutzbarmachung Laves zugeschrieben wird.